# 하릴라오스 트리쿠피스

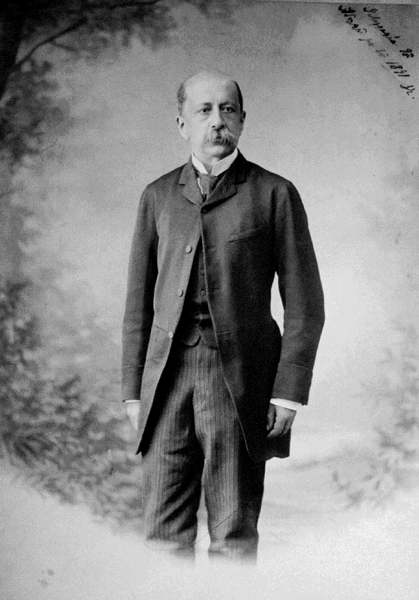
하릴라오스 트리쿠피스. 아테네. 그리스 문헌 및 역사 박물관 사진 자료실.

하릴라오스 트리쿠피스(그리스어: Χαρίλαος Τρικούπης, 1832년 7월 11일 (구력) ~ 1896년 4월)는 1875년부터 1895년까지 그리스의 총리를 역임하였다.
트리쿠피스는 1832년 나플리오에서 태어났으며, 가족은 메솔롱기와 연관이 있었는데, 그의 아버지는 1833년에 그리스의 총리를 잠시 지냈던 스피리돈 트리쿠피스이며, 어머니는 알렉산드로스 마브로코르다토스 전 총리의 누이인 에카테리니 마브로코르다토스였다.

## 젊은 시절
하릴라오스 트리쿠피스는 아테네 대학교에서 법학과 문학을 공부한 뒤, 파리에서 박사 학위를 얻었으며, 1852년에 런던에 그리스 사절단 수행원으로 파견되었다. 1863년 당시 그는 임시 대리 대사였으나, 외교계보다는 정계에 뜻을 두고 있었다. 트리쿠피스 가족은 원래 영국당 지지자였던데다 그의 내성적인 성격 때문에 그는 '영국 사람'이란 별명을 얻었다.
1865년, 영국이 그리스에 이오니아 제도를 할양하기로 협상을 마무리하자, 그는 아테네로 돌아왔으며 그리스 의회 의원으로 선출되었다. 이듬해 그는 34세의 젊은 나이로 외무부 장관에 임명되었다.

## "누가 잘못했는가?"
1872년, 그는 개혁적 의제를 내걸고 제5당을 창당하였다. 1874년 6월 29일(율리우스력)에 그는 아테네 일간 '케리'(Kairoi) 지에 '누가 잘못했는가?'(Τις Πταίει;)라는 제목의 선언문을 올리고, 그 답으로 그리스 임금을 지목하였다. 이 글에서 그는 자신을 총리로 선택한 선거에서 나타난 여론을 임금이 무시했다고 비난하였다. 트리쿠피스는 정계에 만연한 정치 불안은 정권의 출범과 실각과 관련한 문제까지 왕실이 개입하고 있기 때문이라고 썼다. 왕실의 이러한 권력은 1864년 헌법에서 비롯된 것으로 보이며, 그 결과 왕실의 지지만 등에 업은 나약한 소수당 정권이 들어서게 되었다. 또 그는 "해결책을 내놓지 않는다면" 이 나라에 폭동이 일어날 것임을 강조하였다. 이를 막기 위해, 트리쿠피스는 "공표된 신임"(declared confidence) 원칙을 도입하여 왕실의 권력을 제한할 것을 제안하였는데, 이 원칙은 양당제 성립을 통해 정계의 화합을 이룰 수 있게 될 것이었다. "그것(왕권)이 원내 다수를 확보한 정당에게만 성실히 권력을 부여할 때, 그리스에서도 다른 곳처럼 이러한 바람직한 바가 오랫동안 이어질 것이다. 따라서 의회가 여러 정당으로 갈라져서 필요한 과반을 이루지 못하는 것은 체제의 잘못도 아니요, 국민 대표자들의 잘못도 아니요, 국가의 잘못도 아니다... 이 악폐는 다른 곳에도 있으며, 그런 곳에는 해결책이 필요하다."
이 논설 때문에 트리쿠피스는 잠시 투옥되었으나, 덕분에 대중의 인기를 크게 얻었다. 이듬해 1875년 5월 8일에 그의 개혁파 신당은 원내 다수를 획득하였으며, 요르요스 1세 임금은 마지못해 그를 총리로 임명하였다.

## 정치 권력과 투쟁

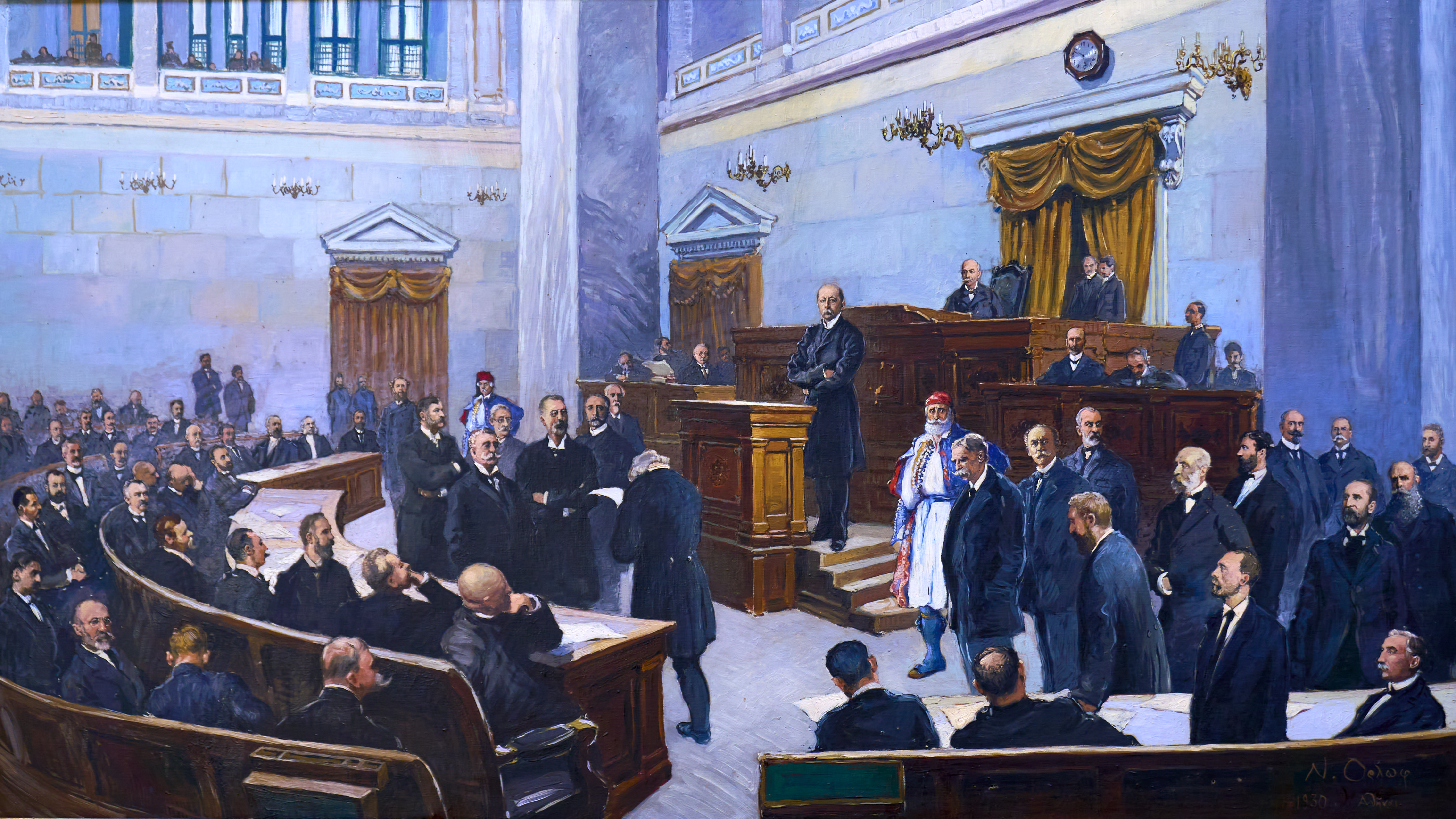
트리쿠피스가 그리스 의회 연단에 서 있다. 트리쿠피스는 '의회 과반' 원칙을 도입하여 그리스에 진정한 의회 정치를 정착시키는 데 중요한 역할을 하였으나, 그의 개혁적인 사업은 잦은 선거 변동 때문에 방해받았다.

총리에 취임한 그가 처음으로 도입한 제도로는, 선거법 개혁과 의회 과반(dedilomeni) 원칙 확립이었는데, 의회 과반 원칙을 통해 임금은 의회 선거에서 다수 득표를 한 정당의 지도자를 총리로 임명하게끔 규정하는 것이었다. 이 원칙 덕분에 군소 정당들이 다수 표를 얻기 위해 합병하면서 그리스에 양당제가 정착된 것으로 보인다. '의회 과반' 원칙은 이후 모든 그리스 헌법에 삽입되었으며, 그리스에 근대적인 의회 정치가 들어섰다. 트리쿠피스의 근대주의 정당에 대항한 야당은 알렉산드로스 쿠문두로스가 이끄는 보수적인 민족당이었다.
의회 내에서 동맹 관계가 계속 변하고, 선거 결과도 요동치면서, 그리스는 이후 6년간 12명의 총리가 집권하였다. 트리쿠피스는 이 짧은 기간 동안 세 번 집권하였다. 1875년 10월 4일 총선은 그리스 선거 사상 가장 공정한 선거로 여겨지는데, 트리쿠피스가 패한 것이다. 그는 집권 기간이 짧아 자신이 생각했던 개혁을 적극적으로 추진할 기회가 없었다. 그의 대외 정책은 군대와 함대를 창설할 수 있도록 자국의 자원을 개발하는 것이었으며, 이에 따라 그리스는 남동부 유럽에서 주도적인 위치를 차지하게 된다.
그는 1882년에야 이를 위해 정책을 추진할 수 있었다. 1882년 3월 15일, 그는 세 번째로 총리직에 올랐으며 (두 번째 총리 재직은 2년 전에 일로, 겨우 몇 달 밖에 버티지 못했다) 그리스의 재정 기반을 확고히 다지고, 도로, 철도, 항만 건설을 통해 국가 번영을 증진하는 사업을 즉시 추진하였다. 그는 그리스가 근대적인 경제 기반을 갖춘 선진국이 되리라 예견하고 있었으나, 19세기 후반 그리스는 아직 가난한 후진국이었다.
트리쿠피스 정부는 상대적으로 안정적이었으며, 집권 기간도 3년 넘게 이어졌다. 당시 그는 적극적으로 개혁을 추진할 수 있었다. 그는 경제를 살리기 위해서는 경제 하부 기반을 갖추어야 하며, 외국의 투자를 끌어들어야 한다고 확신하였다. 도로 및 철도 건설 계획은 국내 교통을 향상시켰다. 그가 시행한 가장 중요한 업적은 코린토스 운하 건설 운동을 벌인 것이다. 당시 트리쿠피스가 구상한 다른 사업으로는 코린토스 만을 가로질러 리오와 안티리오를 잇는 다리 건설이었다. 이 다리는 당시 신생 그리스 왕국의 기술 및 재정 능력으로는 벅찬 사업이었으며, 한 세기가 훌쩍 넘어서야 다리가 건설되었다. 이 리오-안티리오 다리는 그를 기려 '하릴라오스 트리쿠피스 다리'로 명명되었으며, 2004년에 완공되었다.
그러나 그가 총리직에 재임하지 않았을 때 불가리아와 동부 루멜리아 사이에 합병 결과 군비에 과도한 지출을 하면서 어려움이 커졌다. 그리스는 터키에 힘의 균형이 바뀐 대가를 요구하였으며, 무기를 들어 자신들의 요구를 강제하고자 준비하였다. 그러나 열강이 개입하였으며, 피레아스를 봉쇄하여 그리스의 군사 행동을 막았다. 그렇지만 트리쿠피스는 자신이 그리스 통화의 가치를 단기간에 액면 수준으로 끌어올릴 수 있다고 생각하였다. 그러나 불행하게도 그의 생각은 실행할 수 없는 일이었다.
그는 1885년 총선에서 패하였다. 그러나 이듬해 다시 그는 총리직에 복직하였으며, 재차 경제 및 재정 개혁을 추진하였다.

## "안타깝게도 우리는 파산했습니다"

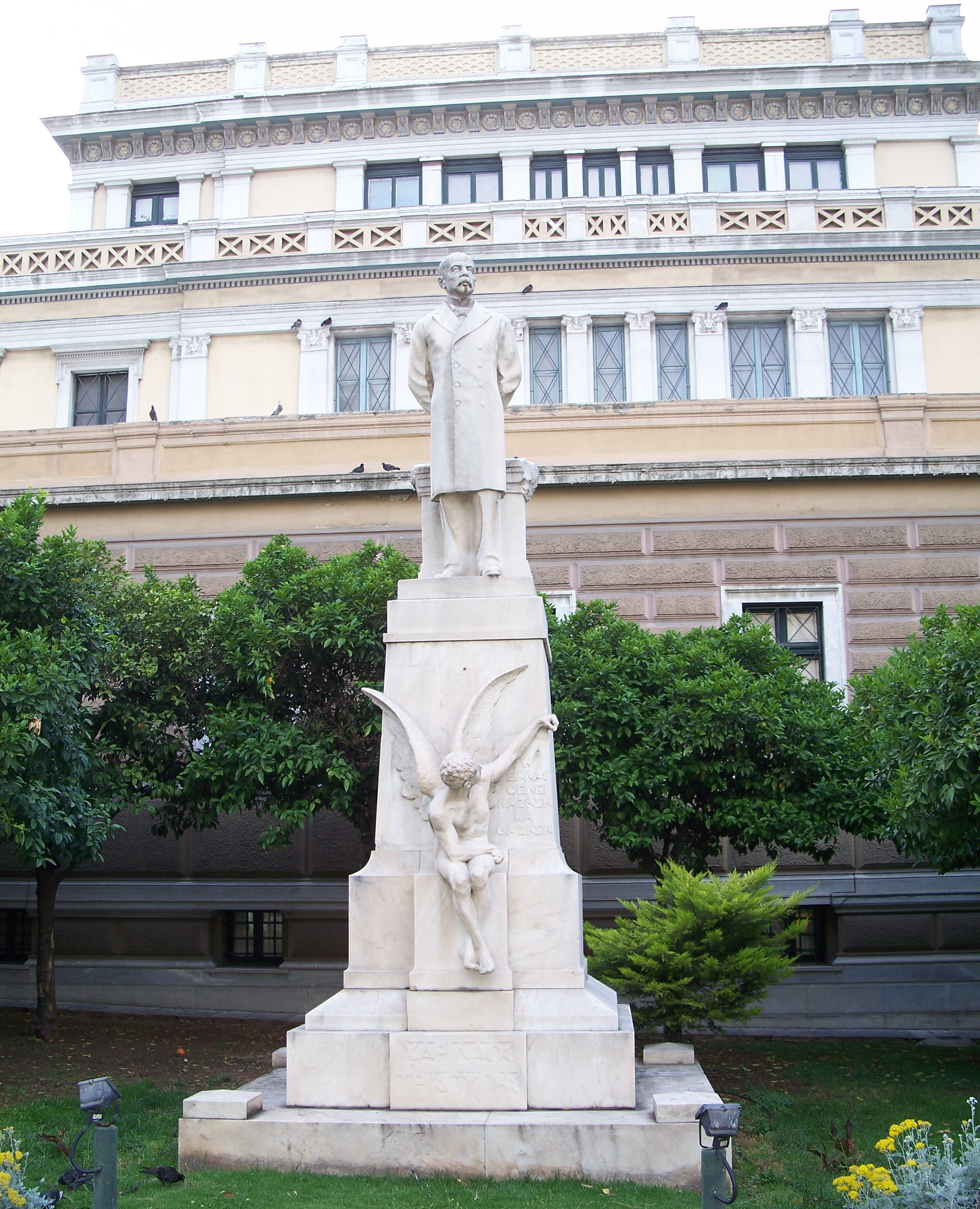
아테네 구 의회 의사당 바깥에 있는 트리쿠피스 상.

그의 여섯 번째 총리 재직 기간(1892년 6월 22일 ~ 1893년 5월 15일)은 극적인 사건의 연속이었다. 정당들이 선거 때 약속한 막대한 사업 때문에 발생한 제도적인 부패와 과도한 재정 지출로 말미암아 그리스의 국고는 바닥났다. 트리쿠피스는 의회에서 그의 정치 생활 중 가장 유명한 연설을 하는데, "안타깝게도 우리는 파산했습니다.(그리스어: "Δυστυχώς επτωχεύσαμε.")라는 말이었다. 외채 지급은 중단되었으며, 불필요한 예산은 모두 삭감되었다.
트리쿠피스는 다시 집권하여 1893년 11월 11일에서 1895년 1월 24일까지 총리로 재직하였다. 이 시기에 1896년 하계 올림픽 계획이 시작되었다. 트리쿠피스는 이 국제 경기에 대해 회의적이었으며, 그 비용을 국가가 감당하지 못할 것을 우려하였다. 그러나 결국 경기 유치를 결정하고, 필요한 조치를 취했다. 이 때가 그의 마지막 임기였다.
트리쿠피스는 그리스의 채권자들과 타협을 시도하였으나, 실패하였다. 그가 제안한 조세안은 극심한 반발을 불러왔으며, 1895년 1월에 그는 사임하게 된다. 넉달 뒤 총선에서 그와 자신의 근대주의 정당은 패배하였다.

## 정계 퇴진과 죽음
1895년 이후, 건강이 나빴고 자신의 재정 상태도 어려웠던 그는 의회 의원 으로도 선출되지 못하였다. 그리하여 그는 정계를 떠나게 된다.
1896년 4월에 트리쿠피스는 프랑스 칸(파리에서 죽었다는 자료도 있다)에서 세상을 떠났으며, 아테네에 매장되었다.
그를 기려, 그리스 정부는 아테네의 중앙 도로 한 곳의 명칭에 그의 이름을 붙였다.